# بدل‌کاری (فیلم)
«بدل‌کاری» (انگلیسی: Stuntman (film)) فیلمی هندی است که در سال ۱۹۹۴ منتشر شد.

## بازیگران
- جکی شروف
- زیبا بختیار
- ریتا بهادری
- تینو آناند
- ساتیش شاه
- شاکتی کاپور